# Dongyu (köpinghuvudort i Kina, Sichuan Sheng, lat 32,31, long 106,82)
Dongyu (kinesiska: 东榆) är en köpinghuvudort i Kina. Den ligger i provinsen Sichuan, i den sydvästra delen av landet, omkring 320 kilometer nordost om provinshuvudstaden Chengdu. Antalet invånare är 20 328. Befolkningen består av 10 091 kvinnor och 10 237 män. Barn under 15 år utgör 25,0 %, vuxna 15-64 år 64 %, och äldre över 65 år 10,0 %.
Runt Dongyu är det ganska tätbefolkat, med 172 invånare per kvadratkilometer. Dongyu är det största samhället i trakten. I omgivningarna runt Dongyu växer i huvudsak blandskog.
Genomsnittlig årsnederbörd är 1 375 millimeter. Den regnigaste månaden är juli, med i genomsnitt 309 mm nederbörd, och den torraste är december, med 3 mm nederbörd.